# هرتا فیرنبرگ
هرتا فیرنبرگ (انگلیسی: Hertha Firnberg; زاده ۱۸ سپتامبر ۱۹۰۹ – درگذشته ۱۴ فوریهٔ ۱۹۹۴) سیاستمدار اهل اتریش بود.

## زندگی‌نامه
هرتا فیرنبرگ در ۱۸ سپتامبر ۱۹۰۹ به عنوان دختر ارشد آنا و دکتر جوزف فیرنبرگ در منطقه ۱۸ وین به دنیا آمد. بعداً، این خانواده به منطقه دیگری در اتریش نقل مکان کردند، جایی که پدرش به عنوان پزشک عمومی مشغول به کار بود. پس از تولد هرتا، مادرش شغل خود را به عنوان کارمند دولت ترک کرد و دو فرزند پسر و یک دختر به دنیا آورد. پس از دبستان، او در مدرسه راهنمایی در هرنالز وین تحصیلاتش را ادامه داد. در سال ۱۹۲۶، او به انجمن دانش آموزان دبیرستانی سوسیالیست (VSM) پیوست، که در آن به زودی معاون رئیس انجمن شد. او به عنوان دانشجوی دانشگاه وین عضو انجمن دانشجویان سوسیالیست (VSSt) بود. در سال ۱۹۲۸، او به حزب کارگران سوسیال دموکرات، حزب رهبر «وین سرخ» پیوست. او به همراه خواهرش به یک خانه کوچک در منطقه ۱۰، فاویتیت نقل مکان کرد.
در ۱۹۳۰، مدت کوتاهی در دانشگاه فرایبورگ تحصیل کرد. در فوریه ۱۹۳۴، حزب سیاسی او ممنوع شد. در سال ۱۹۳۶، دکترای خود را دریافت کرد. او قبل از جنگ جهانی دوم دو بار ازدواج کرد که هر دو ازدواج با طلاق انجامید.

## فعالیت‌ها
هرتا از سال ۱۹۵۹ تا ۱۹۶۳ عضو شورای فدرال بود و از سال ۱۹۶۳ عضو شورای ملی شد. در سال ۱۹۶۷ او به عنوان رئیس زنان سوسیالیست برگزیده شد و تا سال ۱۹۸۱ این مقام را حفظ کرد. در سال ۱۹۷۰ میلادی، به عنوان معاون رئیس کمیسیون مشورتی امور پناهندگان و جمعیت و عضو شورای مشورتی legal در وزارت امور خارجه، به عنوان معاون نخست‌وزیر در سال ۱۹۷۰ منصوب شد. با تصویب قانون یک وزارتخانه فدرال برای علوم و تحقیقات در ۲۴ ژوئیه ۱۹۷۰ تأسیس شد و هرتا فیرنبرگ به عنوان اولین وزیر علوم اتریش منصوب شد. او دومین وزیر زن در تاریخ اتریش بعد از گرته ریور بود.